# Блуменхаген
Блуменхаген (њем. Blumenhagen) општина је у њемачкој савезној држави Мекленбург-Западна Померанија. Једно је од 54 општинска средишта округа Икер-Рандов. Према процјени из 2010. у општини је живјело 378 становника. Посједује регионалну шифру (AGS) 13062008.

## Географски и демографски подаци
Блуменхаген се налази у савезној држави Мекленбург-Западна Померанија у округу Икер-Рандов. Општина се налази на надморској висини од 40 метара. Површина општине износи 9,3 km².

## Становништво
У самом мјесту је, према процјени из 2010. године, живјело 378 становника. Просјечна густина становништва износи 41 становника/km².